# Sándor Kónya-Hamar

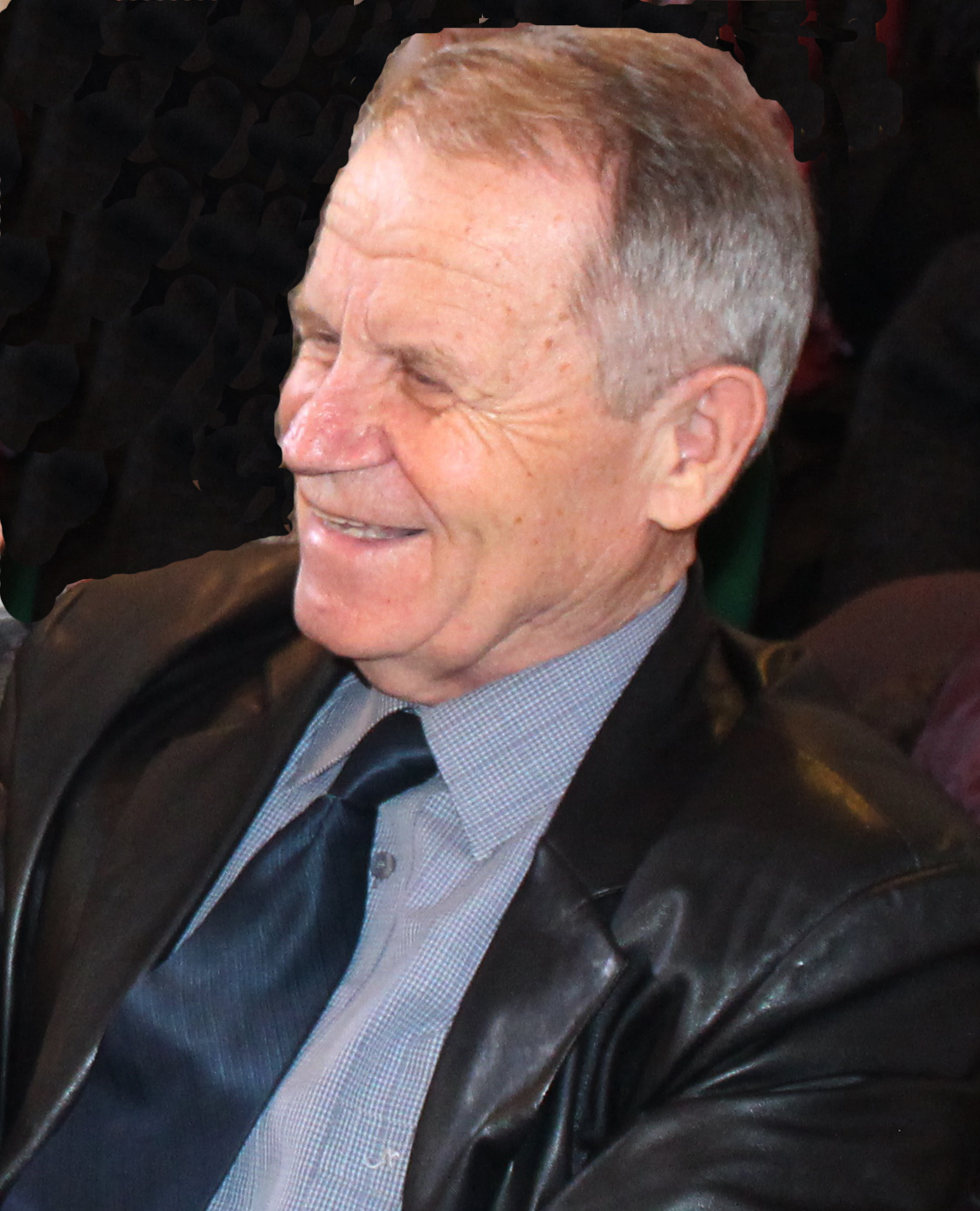
Sándor Kónya-Hamar, 2018

Sándor Kónya-Hamar (* 5. September 1948 in Lunca Mureșului, Rumänien) ist ein rumänischer Politiker und Mitglied des Europäischen Parlaments für die Demokratische Union der Ungarn in Rumänien. Im Zuge der Aufnahme Rumäniens in die Europäische Union gehörte er seit dem 1. Januar 2007 dem Europäischen Parlament an und war dort bis zum 9. Dezember 2007 Mitglied in der Fraktion der Europäischen Volkspartei (Christdemokraten) und Europäischer Demokraten.

## Posten als MdEP
- Mitglied im Ausschuss für Kultur und Bildung
- Stellvertreter in der Delegation für die Beziehungen zu den Ländern Mittelamerikas